# Ficus mollis
Ficus mollis là một loài thực vật có hoa trong họ Moraceae. Loài này được Vahl mô tả khoa học đầu tiên năm 1790.

## Hình ảnh

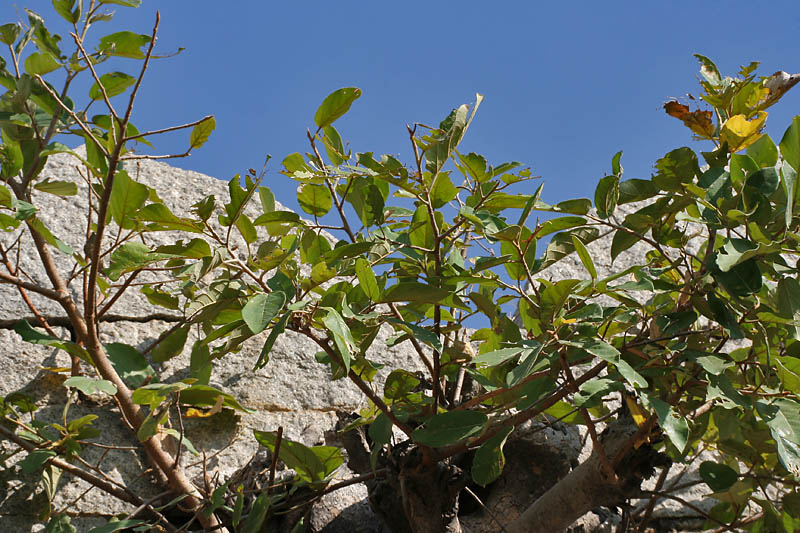
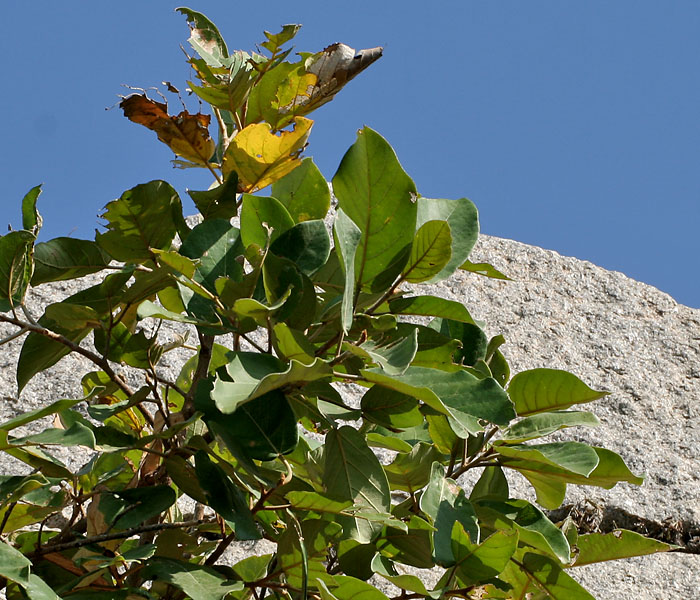
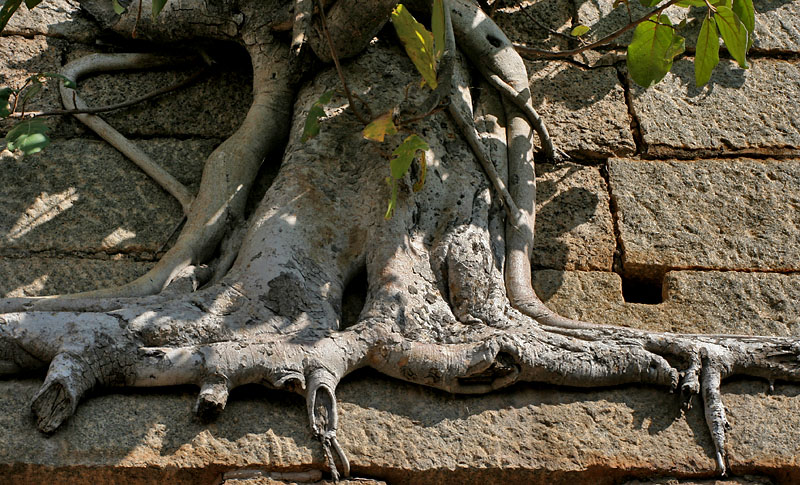
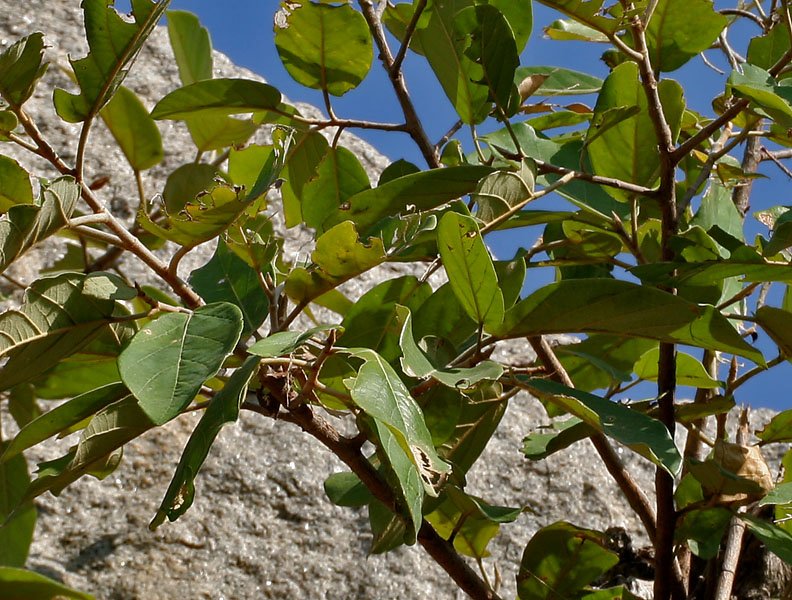